# Thibièrge-Weissenbach-Syndrom
Das Thibièrge-Weissenbach-Syndrom ist eine Sonderform der systemischen Sklerose mit Kalkablagerungen in der Haut, besonders über Ellenbogen und Kniegelenk.
Die Bezeichnung bezieht sich auf die Autoren der Erstbeschreibung aus dem Jahre 1910 durch die französischen Hautärzte Georges Thiebièrge (1856–1926) und R. J. Weissenbach.
Die Erkrankung ähnelt weitgehend dem CREST-Syndrom, hat aber einen ungünstigeren Verlauf.